# Campeonato Amapaense 1999
In 1999 werd het 54ste Campeonato Amapaense gespeeld voor voetbalclubs uit de Braziliaanse staat Amapá. De competitie werd gespeeld van 25 april tot 9 augustus en werd georganiseerd door de FAF. Ypiranga werd kampioen.

## Eerste toernooi

### Groep A
| Plaats | Club         | Wed. | W | G | V | Saldo | Ptn. |
| ------ | ------------ | ---- | - | - | - | ----- | ---- |
| 1.     | São Paulo    | 3    | 2 | 0 | 1 | 2:2   | 6    |
| 2.     | Ypiranga     | 3    | 2 | 0 | 1 | 5:3   | 6    |
| 3.     | Macapá       | 3    | 1 | 0 | 2 | 4:6   | 3    |
| 4.     | Independente | 3    | 1 | 0 | 2 | 3:3   | 3    |

|  | Geplaatst voor finale |

### Groep B
| Plaats | Club    | Wed. | W | G | V | Saldo | Ptn. |
| ------ | ------- | ---- | - | - | - | ----- | ---- |
| 1.     | Aliança | 3    | 2 | 1 | 0 | 6:4   | 7    |
| 2.     | Mazagão | 3    | 1 | 1 | 1 | 3:2   | 4    |
| 3.     | Santos  | 3    | 1 | 1 | 1 | 4:5   | 4    |
| 4.     | Trem    | 3    | 0 | 1 | 2 | 2:4   | 1    |

|  | Finale |

### Finale
|               |               |       |         |  |
| 23 mei Finale | São Paulo     | 0 – 0 | Aliança |  |
| 23 mei Finale |               |       |         |  |
| 23 mei Finale | Strafschoppen |       |         |  |
| 23 mei Finale | 5 - 4         |       |         |  |

## Tweede toernooi

### Groep A
| Plaats | Club         | Wed. | W | G | V | Saldo | Ptn. |
| ------ | ------------ | ---- | - | - | - | ----- | ---- |
| 1.     | Ypiranga     | 4    | 2 | 2 | 0 | 6:3   | 8    |
| 2.     | Independente | 4    | 2 | 1 | 1 | 5:4   | 7    |
| 3.     | São Paulo    | 3    | 0 | 1 | 2 | 3:6   | 1    |
| 4.     | Macapá       | 4    | 0 | 1 | 3 | 0:10  | 1    |

|  | Geplaatst voor finale |

### Groep B
| Plaats | Club    | Wed. | W | G | V | Saldo | Ptn. |
| ------ | ------- | ---- | - | - | - | ----- | ---- |
| 1.     | Santos  | 4    | 3 | 1 | 0 | 10:1  | 10   |
| 2.     | Aliança | 4    | 1 | 2 | 1 | 6:5   | 5    |
| 3.     | Trem    | 4    | 1 | 1 | 2 | 6:6   | 4    |
| 4.     | Mazagão | 3    | 1 | 1 | 1 | 1:2   | 4    |

|  | Geplaatst voor finale |

### Finale
|              |          |       |        |  |
| 11 juli Heen | Ypiranga | 1 – 0 | Santos |  |
| 11 juli Heen |          |       |        |  |

|              |          |       |        |  |
| 28 mei Terug | Ypiranga | 1 – 1 | Santos |  |
| 28 mei Terug |          |       |        |  |

## Finale
|                 |          |       |         |  |
| 4 augustus Heen | Ypiranga | 2 – 1 | Aliança |  |
| 4 augustus Heen |          |       |         |  |

|                  |         |       |          |  |
| 9 augustus Terug | Aliança | 0 – 0 | Ypiranga |  |
| 9 augustus Terug |         |       |          |  |

### Kampioen
| Campeonato Amapaense de 1999 |
| Amapá                        |
| ---------------------------- |
| YPIRANGA Kampioen (5° titel) |